# NGC 6666
NGC 6666 is een niet-bestaand object in het sterrenbeeld Lier. Het hemelobject werd op 25 mei 1887 ontdekt door de Amerikaanse astronoom Edward D. Swift.